# 岡山市総合文化体育館

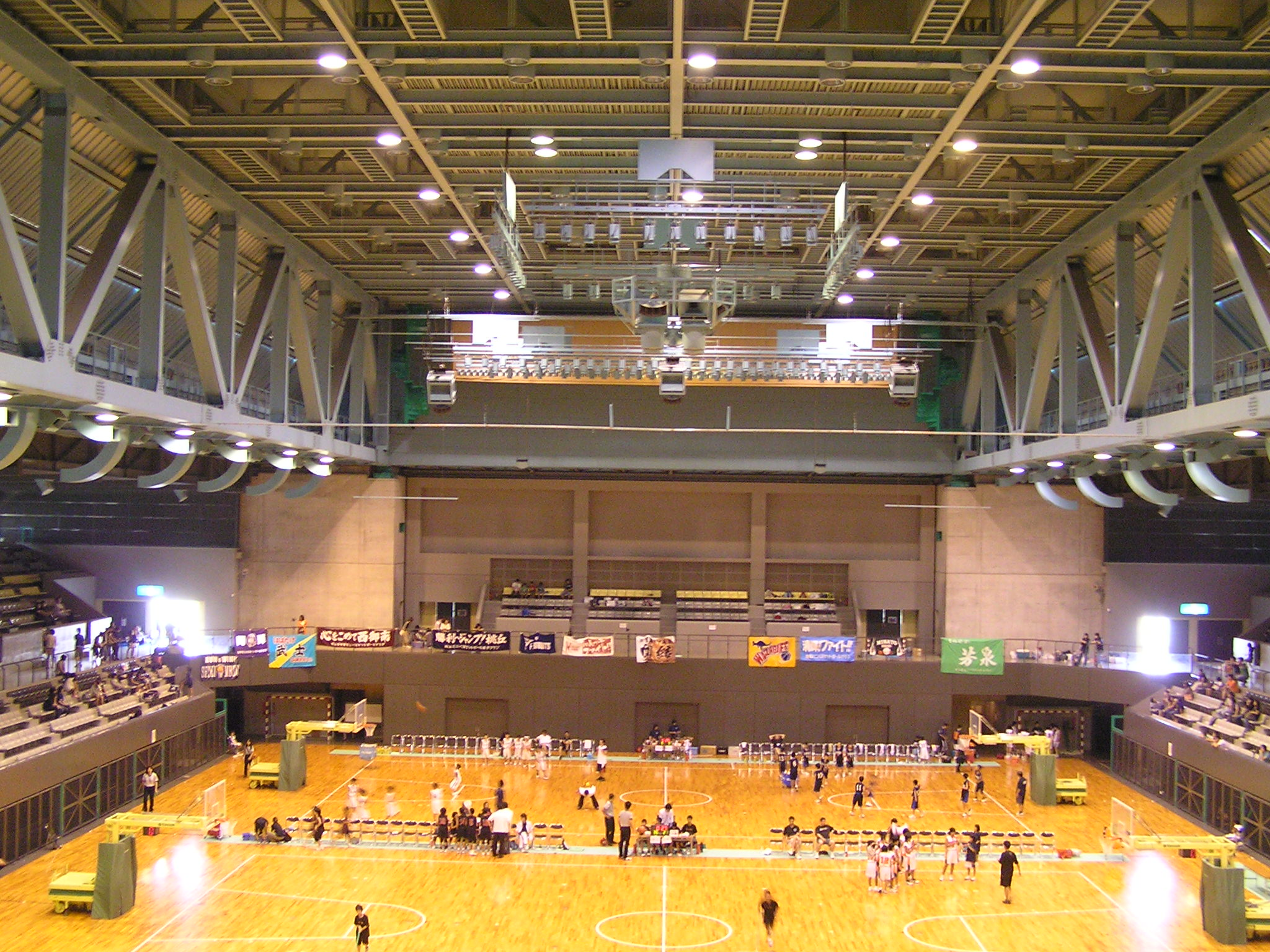
メインアリーナ

岡山市総合文化体育館（おかやましそうごうぶんかたいいくかん）は、岡山市南区浦安南町の浦安総合公園内にある体育館を中心とした公共施設である。

## 概要
当体育館は旧建設省の推進したカルチャーパーク構想にそって建設され、浦安総合公園の施設の一つとして1982年に開館した総合体育館である。また、武道場・弓道場・図書館等を併設しスポーツ教室も開催され、「カルチャーパーク」の別名を持つ文化施設でもある。施設は岡山市が所有し、財団法人岡山市公園協会が管理運営している。
メインアリーナは2～3階の固定席と仮設席により、シアター形式で4,500人から8,000人を収容できるため、各種屋内競技の他にイベントやライブの会場としても使用されている。

### 施設
- メインアリーナ
  - フロア面積 : 2,560m2
  - 収容人数 : 4,500人
- サブアリーナ
  - フロア面積 : 990m2
- 武道場
- 弓道場
- トレーニング室
- 浦安総合公園図書館
- 軽食・喫茶室

- 無料駐車場　490台

## イベント

### マーチング・イン・オカヤマ
1988年瀬戸大橋開通および岡山市市制100周年を記念して始まったマーチングイベント。マーチングバンドやバトントワリングの団体が北海道から沖縄まで、幼稚園児から社会人まで45の団体が参加し、当体育館はメイン会場として毎年10月中旬に開催され、おかやま国際音楽祭のイベントの一つとされている。

### これまでに行われた、主なコンサート・イベント
- 1989年5月14日 - 長渕剛
- 1990年11月10日 - 長渕剛
- 1992年4月3、4日 - CHAGE&ASKA
- 1992年4月13日 - 長渕剛
- 1993年4月25日 - 長渕剛
- 1993年11月18、19日 - CHAGE&ASKA
- 1994年9月24日 - 長渕剛
- 1996年6月29日 - 長渕剛
- 2003年10月28日 - 長渕剛
- 2003年11月23、24、25日 - 2003年ワールドカップバレーボール
- 2007年11月9、10日 - 長渕剛
- 2009年4月10、11日 - 安室奈美恵
- 2009年12月22日 - ゆず
- 2010年8月11日 - 平井堅
- 2011年7月29、30日 - 小田和正
- 2012年4月13、14日 - FUNKY MONKEY BABYS
- 2013年3月22、23日 - FUNKY MONKEY BABYS
- 2013年10月18日 - ももいろクローバーZ

## 施設に関する出来事
2009年4月22日と23日、ヘビが配電盤に入り込み、停電が発生した。その後の調査の結果、原因の隙間が約20カ所発見され、1982年の開館以来、目立った改修が行われていないことによる老朽化が浮き彫りとなった。

## 交通アクセス
国道2号岡山バイパス豊成交差点から空港線（岡山県道212号浦安豊成線）を南へ約3km。
バス
- 岡山駅東口・天満屋バスセンターより岡電バス岡南飛行場線「浦安体育館前」下車
  - イベント開催時には、岡山駅東口から臨時の直行バス（岡電バス・両備バス運行）が運行される場合もある。